# 日本教職員チュチェ思想研究会全国連絡協議会
日本教職員チュチェ思想研究会全国連絡協議会（にほんきょうしょくいんチュチェしそうけんきゅうかいぜんこくれんらくきょうぎかい）とは、朝鮮民主主義人民共和国と朝鮮労働党の指導思想であるチュチェ思想を学ぶ教職員の団体。全国各地に組織されており、数百名の構成員がいる。

## 概要
チュチェ思想を学ぶ幅広い団体であり、北朝鮮との友好・国交正常化推進やチュチェ思想の宣伝も行っている。
会員には日教組に所属する教職員も含まれており、『産経新聞』によれば、過去には彼らが学校の授業にて北朝鮮の歌を教えるなどの行為が「偏向教育」であるとして日本各地で問題化したこともあるなど、北朝鮮寄りの行動が目立つ団体である。
清野会長は2006年9月にも朝鮮総聯の徐萬述議長らと会談し、「現在の2国間をとりまく政治状況は厳しいが、日朝友好親善と日朝国交正常化実現に向けて努力を惜しまずに精進していきたい」と述べた。